# Ditylus
Genre
Ditylus est un genre d'insectes coléoptères aussi dit « faux coléoptères » de la sous-famille des Oedemerinae (famille des Oedemeridae).

## Systématique
Le genre Ditylus est décrit par Gotthelf Fischer von Waldheim en 1817,.

## Liste d'espèces
Il y a au moins quatre espèces décrites dans Ditylus,,,,.
Ces quatre espèces appartiennent au genre Ditylus :
- Ditylus caeruleus (Randall, 1838) i c g b
- Ditylus gracilis LeConte, 1854i c g b
- Ditylus laevis (Fabricius, 1787)g
- Ditylus quadricollis (LeConte, 1851)i c g b

Sources de données : i = ITIS, c = Catalog of Life, g = GBIF, b = Bugguide.net,,,,

## Espèce fossile
Selon Paleobiology Database en 2023, une seule espèce est référencée comme fossile :
- †Ditylus lienharti Théobald, 1937

## Galerie

Quelques espèces vivantes du genre Ditylus.
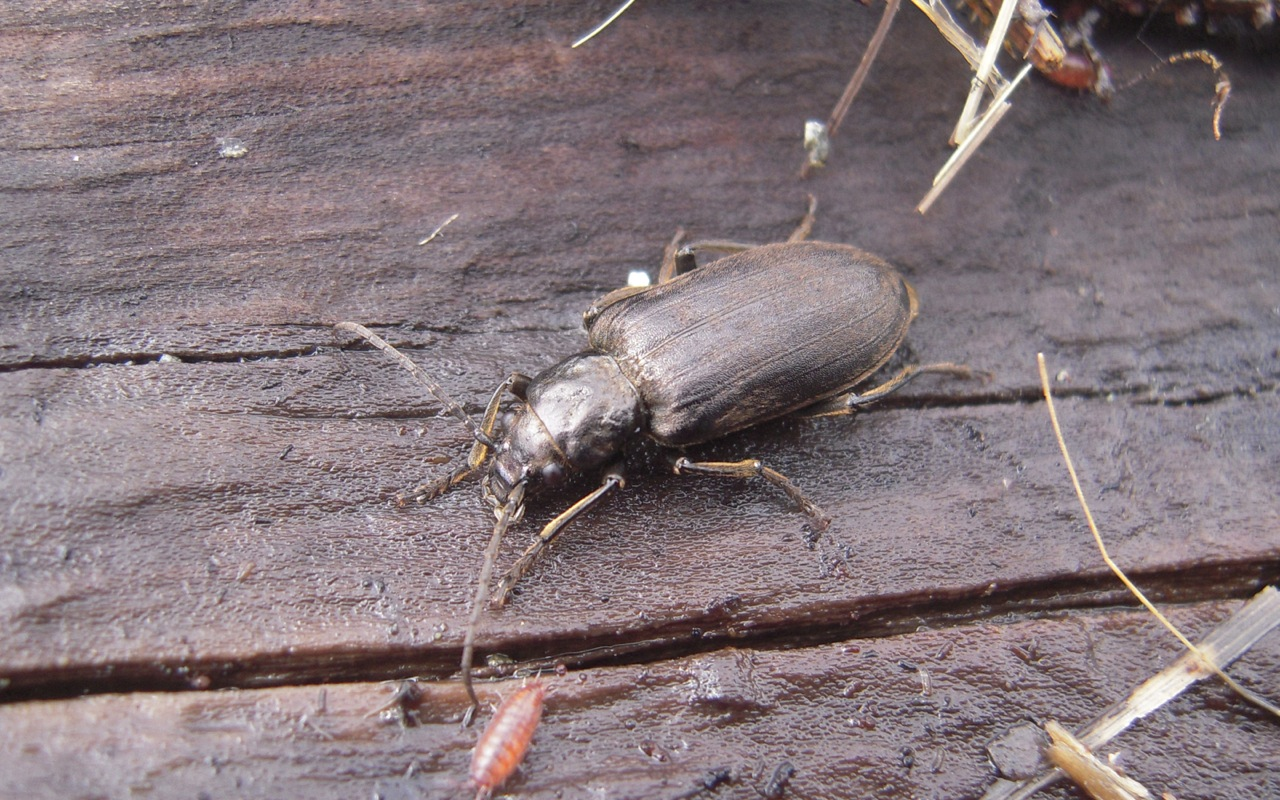
Ditylus gracilis.
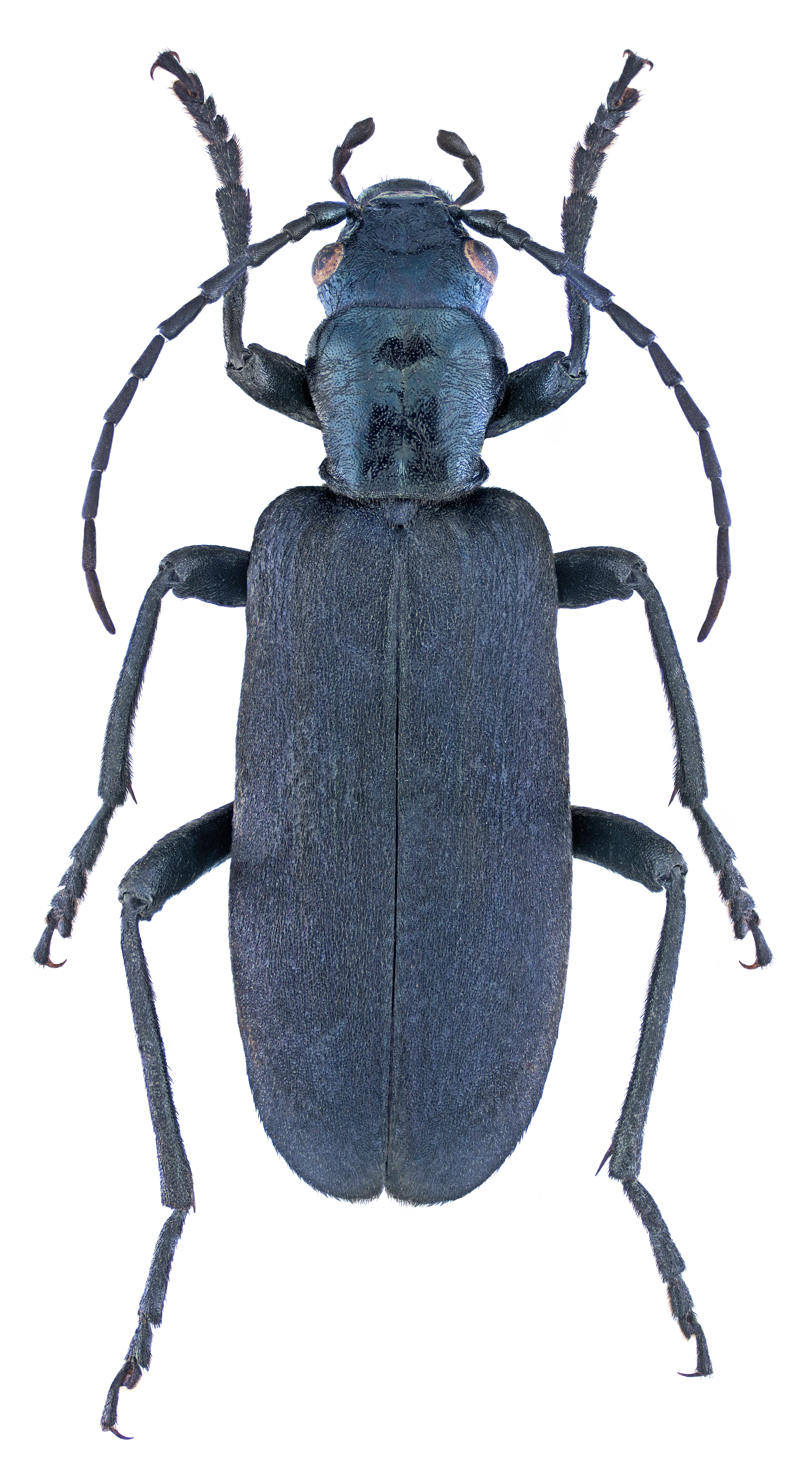
Ditylus laevis.
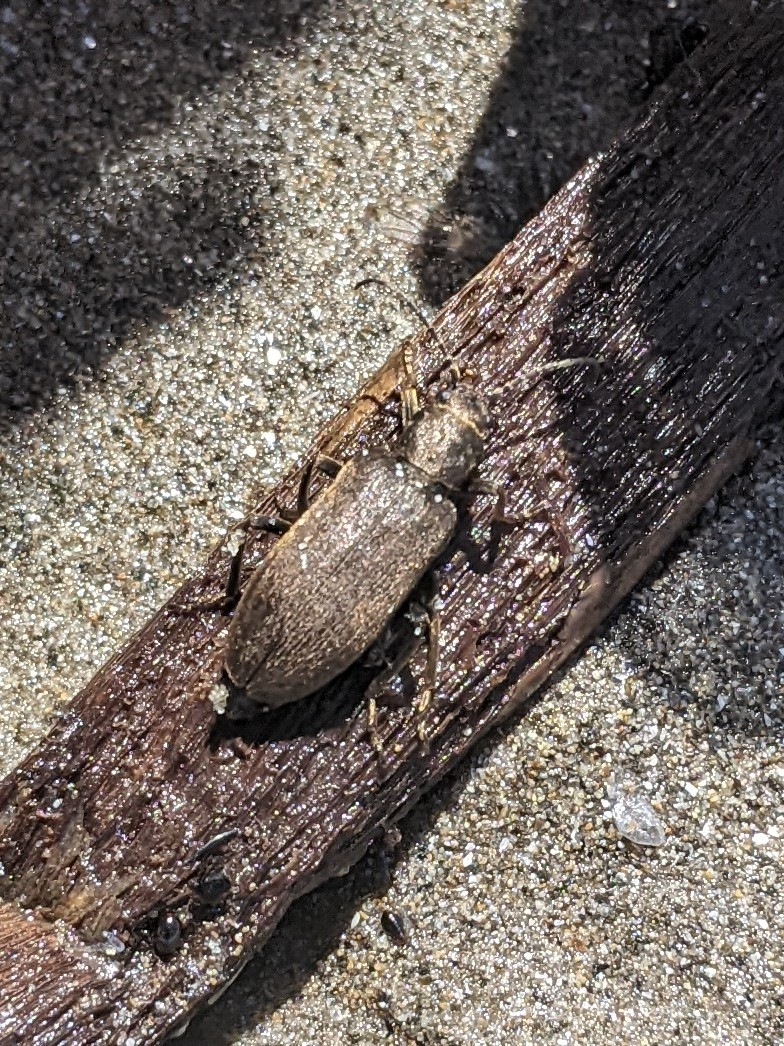
Ditylus quadricollis

### Publication originale
- (la) G. Fischer von Waldheim, Adversaria zoologica, fasciculus secundus, vol. 5, coll. « Mémoires de la Société Impériale des Naturalistes de Moscou », 1817, 429-454 p.